# Isla Tonga
La Isla Tonga (en inglés: Tonga Island) es una isla muy pequeña en la bahía de Tasman, en la costa norte de la Isla Sur de Nueva Zelanda. Se encuentra en el Parque nacional Abel Tasman. La isla tiene una floreciente colonia de lobos marinos, y está rodeada por la Reserva Marina de la Isla Tonga, que fue establecida en 1993. La isla es accesible por taxi acuático o kayak.